# Troll (película)
Troll es  una comedia de terror estadounidense de 1986 dirigida por John Carl Buechler y producida por Charles Band, de Empire Pictures, protagonizada por Noah Hathaway, Michael Moriarty, Shelley Hack, Jenny Beck y Sonny Bono. La película se rodó en Italia en los estudios Stabilimenti Cinematografici Pontini, cerca de Roma. 

## Argumento
La familia Potter, Harry Sr. y Anne – con su hijo adolescente Harry Jr. y su pequeñísima hija Wendy –  se mudan a un nuevo complejo de apartamentos en San Francisco. Mientras desempaca, Wendy es atacada por una pequeña criatura grotesca que empuña un anillo mágico. Es un trol. El trol captura a Wendy y adopta su apariencia. Después de conocer a los otros inquilinos excéntricos, la familia nota el comportamiento inusual y agresivo de Wendy, pero atribuyen su comportamiento al estrés de la mudanza. El trol va de apartamento en apartamento transformando a los inquilinos en criaturas de cuentos de hadas (como duendes, ninfas y elfos ) y sus apartamentos en frondosos bosques. Preocupado por el comportamiento de su hermana, Harry Jr. busca consuelo en compañía de una misteriosa anciana llamada Eunice St. Clair, que se revela como una bruja . Hace mucho tiempo, ella y un poderoso mago llamado Torok estaban enamorados. En ese momento, el mundo estaba dividido entre hadas y humanos. Los reinos eran iguales e independientes entre sí; sin embargo, Torok y algunas de las hadas desafiaron este equilibrio, lo que resultó en una gran guerra en la que prevalecieron los humanos. Torok fue mutado en un trol como castigo.
Torok busca recuperar su poder, destruir a la humanidad y recrear el mundo de cuento de hadas en el que alguna vez vivió. Como Torok necesita una princesa, mantiene viva a Wendy. Eunice y Harry Jr. descubren que todos los apartamentos se han transformado en parte del mundo mágico de Torok. Eunice le da a Harry Jr. una lanza mágica capaz de matar a cualquier criatura de este mundo. Eunice es atacada por Torok y transformada en un tocón de árbol, y Harry encuentra a su hermana atrapada en un ataúd de vidrio. Harry Jr. salva a Wendy, pero pierde la lanza mágica cuando un gran monstruo parecido a un murciélago ataca.
Antes de que el monstruo pueda matar a Harry Jr. y a Wendy, Torok lo mata él mismo para salvar a Wendy, destruyendo también  su reino de hadas. A medida que el mundo mágico se derrumba a su alrededor, Harry Jr. y su familia tienen la oportunidad de escapar y se van justo cuando llega la policía. Eunice vuelve a la normalidad, se despide de Harry y se va. Mientras la policía investiga la casa, uno de ellos se ve atraído por un fragmento restante del mundo alternativo de las hadas, y el brazo de Torok se eleva a la vista, preparándose para usar su anillo en el policía.

## Reparto
- Noah Hathaway como Harry Potter Jr.
- Michael Moriarty como Harry Potter Sr.
- Shelley Tajo como Anne Potter
- Jenny Beck como Wendy Anne Potter
- Sonny Bono como Peter Dickinson
- Phil Fondacaro como Malcolm Malory y Torok el Troll
- Anne Lockhart como Young Eunice St. Clair
- Julia Louis-Dreyfus como Jeanette Cooper
- Gary Sandy como Barry Tabor
- June Lockhart como Eunice St. Clair
- Georgio Armani como él.

## Recepción

### Taquilla
El presupuesto estimado de Troll fue de entre $ 700.000 y $ 1,1 millones.[cita requerida] Troll se estrenó en los EE. UU. el 19 de enero de 1986 en 959 pantallas, ganando $ 2,595,054 ese fin de semana. La película ocupó el noveno lugar en las listas de taquilla durante su fin de semana de estreno.

### Recepción de la crítica
La película recibió malas críticas de la crítica especializada. En el sitio web de reseñas Rotten Tomatoes, la película recibió una calificación de aprobación del 30% según 10 reseñas, con una calificación promedio de 3.67/10. En Metacritic, la película tiene una puntuación media ponderada de 30 sobre 100, basada en 5 críticos, lo que indica "críticas generalmente desfavorables".
A pesar de la respuesta negativa, la película se convirtió en un clásico de culto, y una película no relacionada de 1990 inicialmente llamada " Goblins " pasó a llamarse " Troll 2 " en un intento de promocionarse engañosamente como una secuela de Troll; esta última está considerada como una de las peores películas de todos los tiempos.

## Elogios
En 1986, Beck fue nominada a la 8ª Asociación de Jóvenes en el Cine, con el premio a la actuación excepcional de una Actriz Joven .

## Legado
La trama de Troll  no tiene relación con la película Troll 2 o los dos películas de Troll 3, que están destinados a ser más de terror y de comedia que de fantasía. Su primera "secuela", Troll 2, producida bajo el título Goblins, es considerada una de las peores películas de todos los tiempos,  y fue retitulada Troll 2 para sacar provecho del éxito de la original. Con el tiempo, ha desarrollado seguidores de culto.
Las películas Creepers (también conocidas como Contamination 7 o The Crawlers ) y Quest for the Mighty Sword (también conocidas como Ator IV, Ator III: The Hobgoblin o Hobgoblins ) adoptaron el nombre Troll 3 en algún momento como un título alternativo a pesar de ninguno tiene una relación de trama con las dos películas anteriores de Troll (con la excepción de que el Hobgoblin en Quest se parece a los Goblins en Troll 2).
En agosto del 2011, circularon rumores de otra secuela, esta vez oficial. En julio del 2015, surgieron nuevos planes en forma de una precuela, titulada Troll: The Rise of Harry Potter Jr., junto con una serie animada. Se suponía que la película, protagonizada por Patricia Arquette y Baxter Bartlett, se estrenaría en 2017, y la serie animada se transmitiría en 2018. Sin embargo, no ha habido más información desde entonces, y con la muerte de Buechler en marzo de 2020, es poco probable que alguna vez se hagan.

## Semejanzas conHarry Potter
Desde el lanzamiento de los libros de Harry Potter en 1997, algunos de los involucrados en la película han acusado a JK Rowling de" tomar prestados " elementos de "Troll" . El productor Charles Band declaró en una entrevista que "hay ciertas escenas en Troll bastante similares, por no mencionar el nombre del personaje principal, y esto por supuesto es anterior a los libros de Harry Potter". En 2008, el compañero de John Buechler en el remake de Troll, Peter Davy, dijo sobre Harry Potter : “En opinión de John, él creó el primer Harry Potter . JK Rowling dice que se le ocurrió la idea. John no lo cree." 